# Тапецирер
Тапецирер или тапатер је мајстор занатлија, који производи или поправља тапацирани намештај. Тапацирање је у ствари постављање сунђера, опруга и платна преко лежајева, кауча или фотеља односно пресвчлачење намештаја најчешће „мебл“ штофом. У те сврхе често користи кратке ексере са великом главом — рајснадле.
Сама реч тапецирер потиче од латинске речи tapetum или немачке речи tapezierer.
Поред овога негде се тапецирер поистовећује са тапетаром а то је мајстор који се бави постављањем тапета на зидове.